# Naüka
El Naüka (rus: Нау́ка; lit. 'Ciència') també conegut com el Mòdul Laboratori Multipropòsit o (MLM, per les seves sigles en anglès Multipurpose Laboratory Module) (rus: Многофункциональный лабораторный модуль), or МЛМ, és un component de l'Estació Espacial Internacional finançat per l'Agència Espacial Federal Russa i que suposa la major ampliació del segment rus de l'estació en 20 anys. Aquest mòdul reemplaça a la Cambra Pirs. Va ser posat en òrbita pel llançador rus Proton el 21 de juliol de 2021.
Després d'acollar-se amb èxit a l'Estació Espacial Internacional el 29 de juliol de 2021 un error en el programari va fer que s'activessin els motors del Naüka llençant tota l'estació en una rotació descontrolada que va requerir l'activació dels motors d'altres naus acoblades per a revertir la situació i retornar l'estació internacional sota control.

## Ús
El MLM s'usa per a l'experimentació, per a l'acoblament d'altres naus i com a mòdul de càrrega. A més serveix també com a àrea de treball i descans per a la tripulació. El MLM està equipat amb un sistema de control d'altitud que pot servir com a reserva per a l'EEI. Quedarà acoblat al port nadir del mòdul Zvezdà. El MLM treballa en conjunt amb l'equip del Mini-Research Module 1 o Rassvet, actualment acoblat a l'EEI en la secció orbital russa i que va ser transportat en la missió STS-132 del Transbordador espacial Atlantis, el MLM inclou maquinari intern especialitzat i una cambra d'aire experimental posicionada en un dels ports laterals en l'extrem inferior del mòdul, així com una junta en forma de colze addicional pel Braç Robòtic Europeu. No obstant això, el Laboratori Multipropòsit Naüka, la construcció del qual va sofrir nombrosos retards, encara no es troba plenament operatiu (2021).

## Especificacions
- Longitud: 13 metres
- Diàmetre: 4,11 metres
- Massa: 20.300 kg
- Volum pressuritzat: 70,0 m³